# Liste der Naturdenkmäler in Brenner
Die Liste der Naturdenkmäler in Brenner (italienisch Brennero) enthält die siebzehn als Naturdenkmal ausgewiesenen Objekte auf dem Gebiet der Gemeinde Brenner in Südtirol.
Basis ist das im Internet einsehbare offizielle Verzeichnis der Naturdenkmäler in Südtirol (Stand: 23. Januar 2015). Dabei kann es sich um botanische, geologische oder hydrologische Naturdenkmäler handeln. Die Reihenfolge in dieser Liste orientiert sich an der ID, alternativ ist sie auch nach dem Namen sortierbar.

## Liste
| Foto |                 | Name                                        | Standort                     | Beschreibung                            |
| ---- | --------------- | ------------------------------------------- | ---------------------------- | --------------------------------------- |
| ja   | Datei hochladen | Eisackfall ID: 011__G01                     | 47° 0′ 10″ N, 11° 30′ 9″ O   | Hydrologisches Naturdenkmal: Wasserfall |
| BW   | Datei hochladen | Grubenbachfälle ID: 011__G02                | 46° 57′ 40″ N, 11° 22′ 27″ O | Hydrologisches Naturdenkmal: Wasserfall |
| ja   | Datei hochladen | Kogbachfall ID: 011__G03                    | 46° 58′ 8″ N, 11° 20′ 52″ O  | Hydrologisches Naturdenkmal: Wasserfall |
| BW   | Datei hochladen | Mesnerbachfälle ID: 011__G04                | 46° 58′ 2″ N, 11° 20′ 30″ O  | Hydrologisches Naturdenkmal: Wasserfall |
| BW   | Datei hochladen | Gansörbachfall ID: 011__G05                 | 46° 58′ 16″ N, 11° 19′ 50″ O | Hydrologisches Naturdenkmal: Wasserfall |
| BW   | Datei hochladen | Trommelbachfall ID: 011__G06                | 46° 58′ 12″ N, 11° 19′ 19″ O | Hydrologisches Naturdenkmal: Wasserfall |
| ja   | Datei hochladen | Hölle ID: 011__G07                          | 46° 57′ 58″ N, 11° 19′ 44″ O | Hydrologisches Naturdenkmal: Wasserfall |
| BW   | Datei hochladen | Stubenbachfall ID: 011__G08                 | 46° 57′ 53″ N, 11° 17′ 34″ O | Hydrologisches Naturdenkmal: Wasserfall |
| BW   | Datei hochladen | Rocholsee ID: 011__G09                      | 46° 58′ 30″ N, 11° 17′ 6″ O  | Hydrologisches Naturdenkmal: See        |
| ja   | Datei hochladen | Sandsee ID: 011__G10                        | 46° 59′ 8″ N, 11° 19′ 26″ O  | Hydrologisches Naturdenkmal: See        |
| BW   | Datei hochladen | Gossensasserau ID: 011__G11                 | 46° 56′ 10″ N, 11° 26′ 29″ O | Hydrologisches Naturdenkmal: Auwald     |
| BW   | Datei hochladen | Grünsee ID: 011__G12                        | 46° 57′ 53″ N, 11° 17′ 1″ O  | Hydrologisches Naturdenkmal: See        |
| BW   | Datei hochladen | Zachariasau ID: 011__G13                    | 46° 58′ 35″ N, 11° 28′ 43″ O | Hydrologisches Naturdenkmal: Auwald     |
| BW   | Datei hochladen | Zachariasquelle ID: 011__G14                | 46° 58′ 38″ N, 11° 28′ 59″ O | Hydrologisches Naturdenkmal: Quelle     |
| BW   | Datei hochladen | zwei Linden beim Gschnitzerhof ID: 011__G15 | 46° 57′ 25″ N, 11° 22′ 25″ O | Botanisches Naturdenkmal: Linde         |
| BW   | Datei hochladen | eine Fichte in Gruben ID: 011__G16          | 46° 57′ 47″ N, 11° 18′ 6″ O  | Botanisches Naturdenkmal: Fichten       |
| BW   | Datei hochladen | eine Tanne in Platten ID: 011_G17           | 46° 57′ 50″ N, 11° 19′ 37″ O | Botanisches Naturdenkmal: Tanne         |

| Foto: | Fotografie des Naturdenkmals. Klicken des Fotos erzeugt eine vergrößerte Ansicht. Daneben finden sich zwei Symbole: |
| ID    | Identifikator bei der Abteilung Natur, Landschaft und Raumentwicklung der Südtiroler Landesverwaltung               |